# Katrín Jónsdóttir
Katrín Jónsdóttir (* 31. Mai 1977) ist eine ehemalige isländische Fußballspielerin. Die Abwehrspielerin spielte zwischen 1994 und 2013 für die isländische Nationalmannschaft, ist deren Rekordspielerin sie noch bis zum 27. Oktober 2020 war. In vielen Länderspielen war sie Kapitänin.

## Karriere

### Verein
Katrín debütierte mit 14 Jahren 1991 für Breiðablik Kópavogur in der isländischen Liga und wurde mit dem Verein dreimal Meister und einmal Pokalsieger. 1995 spielte sie für UMF Stjarnan, kehrte aber anschließend zu Breiðablik Kópavogurzurück. Danach spielte sie abwechselnd für den norwegischen Erstligisten Kolbotn IL und Breiðablik Kópavogur, dann abwechselnd für Valur Reykjavík, mit dem sie ebenfalls mehrfach den Meistertitel gewann und Kolbotn IL, mit dem sie die norwegische Meisterschaft gewann. Seit 2011 spielte sie in der Damallsvenskan, zunächst für Djurgården Damfotboll und nach deren Abstieg in der Saison 2013 für den Rekordmeister Umeå IK.

### Nationalmannschaft
Ihr erstes A-Länderspiel absolvierte Katrín am 9. Mai 1994 kurz vor ihrem 17. Geburtstag beim 4:1-Sieg gegen Schottland, spielte aber bis 2001 auch noch weiterhin für die U-21-Mannschaft. Seit dem 26. August 2007 ist sie Kapitänin der A-Nationalmannschaft. Sie war Teil des Kaders bei der Fußball-Europameisterschaft der Frauen 2009 in Finnland und stand bei allen drei Vorrundenspielen auf dem Platz. Die Mannschaft schied mit null Punkten aus dem Turnier aus, verlor dabei aber gegen Norwegen und Deutschland nur jeweils knapp mit 0:1. 2011 erreichte sie mit ihrer Mannschaft das Finale des Algarve-Cups, das mit 2:4 gegen die USA verloren wurde, womit sich Island, das bisher neunmal teilnahm, erstmals unter den ersten vier Mannschaften platzieren konnte.
2013 nahm sie zum zweiten Mal mit der Nationalmannschaft an der Fußball-Europameisterschaft der Frauen teil. Im ersten Spiel gegen Norwegen konnte die isländische Mannschaft durch ein 1:1 den ersten Punkt bei einer Endrunde gewinnen. Nach einer 0:3-Niederlage gegen Deutschland konnte das abschließende Gruppenspiel gegen die Niederlande mit 1:0 gewonnen werden, womit Island erstmals ein EM-Endrundenspiel gewann und als bester Gruppendritter ins Viertelfinale gegen Gastgeber Schweden einzog. Dort hatten die Isländerinnen beim 0:4 keine Chance und schieden aus dem Turnier aus. Katrín, die schon in der Nationalmannschaft spielte als ihre jüngste Mitspielerin noch nicht geboren war, kündigte anschließend das Ende ihrer Karriere als Nationalspielerin an. Allerdings nominierte sie der neue Nationaltrainer Freyr Alexandersson noch einmal für das erste Qualifikationsspiel zur WM 2015. Sie kam dann am 26. September auch zum Einsatz.
Am 27. Oktober 2020 überbot Sara Björk Gunnarsdóttir mit ihrem 134. Länderspiel den Rekord von Katrín, den Sara am 22. September 2020 eingestellt hatte.

## Beruf
Während ihrer Zeit in Norwegen beendete sie ihr Medizin-Studium und ist nun als Ärztin tätig.

## Erfolge
- Isländischer Meister: 1991, 1992, 1994, 1997, 2004, 2006–2010
- Norwegischer Meister: 2002, 2005

## Auszeichnungen
- 1998: Islands Fußballerin des Jahres